# Builder's Old Measurement
Il Builder's Old Measurement (BOM o bm) è il metodo usato in Inghilterra tra il 1650 e il 1849 per il calcolo della capacità di carico di una nave. Si tratta di una misura volumetrica della capacità cubica. Si stima la stazza di una nave in base alla lunghezza e alla larghezza massima. Si esprime in "tonnellate di peso" e abbreviata in " tonnellate bm".
La formula è la seguente:
dove :
- Lunghezza: la lunghezza della nave, espressa in piedi, misurata dalla porzione più anteriore al dritto di poppa;
- Larghezza: la larghezza massima di una nave, espressa in piedi.[1]

Tale formula rimase in vigore fino all'avvento della propulsione a vapore. Le navi a vapore richiesero un diverso metodo di stima del tonnellaggio, poiché il rapporto tra lunghezza e larghezza era più grande e un volume significativo di spazio interno era utilizzato per ospitare le caldaie e macchinari.